# Émile Ess
Émile Ess (9. januar 1932 - december 1990) var en schweizisk roer.
Ess var med i den schweiziske firer med styrmand, der vandt sølv ved OL 1952 i Helsinki. Besætningen udgjordes desuden af Rico Bianchi, Karl Weidmann, Heini Scheller og styrmand Walter Leiser. Sølvmedaljen blev sikret efter en finale, hvor schweizerne kun blev slået af Tjekkoslovakiet, mens USA fik bronze. Han deltog også ved OL 1960 i Rom, som del af den schweiziske otter, der ikke nåede finalen.
Ess vandt desuden en EM-guldmedalje i firer uden styrmand ved EM 1959 i Frankrig.

## OL-medaljer
- 1952:  Sølv i firer med styrmand